# Trioxys chaetosiphonis
Trioxys chaetosiphonis är en stekelart som beskrevs av Jaroslav Stary 1971. Trioxys chaetosiphonis ingår i släktet Trioxys och familjen bracksteklar. Enligt den finländska rödlistan är arten otillräckligt studerad i Finland. Artens livsmiljö är torra gräsmarker. Inga underarter finns listade i Catalogue of Life.